# Stenløse Sogn (Odense Kommune)
 For alternative betydninger, se Stenløse Sogn. (Se også artikler, som begynder med Stenløse Sogn)
Stenløse Sogn er et sogn i Hjallese Provsti (Fyens Stift).
I 1800-tallet var Fangel Sogn anneks til Stenløse Sogn. Begge sogne hørte til Odense Herred i Odense Amt. Stenløse-Fangel sognekommune blev ved kommunalreformen i 1970 indlemmet i Odense Kommune.
I Stenløse Sogn ligger Stenløse Kirke.
I sognet findes følgende autoriserede stednavne:
- Damhave (bebyggelse)
- Damhuse (bebyggelse)
- Kalkværkshuse (bebyggelse)
- Lindved (bebyggelse, ejerlav)
- Ribjerg (bebyggelse)
- Rået (bebyggelse)
- Sankt Klemens (bebyggelse)
- Stenløse (bebyggelse, ejerlav)
- Svenstrup (bebyggelse, ejerlav)
- Volderslev (bebyggelse, ejerlav)